# Синеголовник плосколистный
Синеголовник плосколистный, или Синеголовник плоский (лат. Eryngium planum) — многолетнее растение, вид рода Синеголовник (Eryngium) семейства Зонтичные (Umbelliferae).
Растёт в европейской части России, на Северном Кавказе, юге Западной Сибири на сухих лугах, полянах, лесных опушках, на песках, по берегам рек, в степях.

## Название
В русском обиходном языке синеголовник входит в большую группу так называемых волчцов, колючих сорных растений, названия которых почти полностью взаимозаменяемы. Помимо основного фитонима для колючих сорных растений (чертополох), волчцы включают в себя некий общий набор «трав запустения», включающий в себя такие многозначные народные (обиходные) названия, как: будяк, дедовник, лопух, репей (репейник), мордвин (мордовник), осот, татарин (татарник).:62
Все они отсылают к большому числу обширных таксонов (родов или отдельных видов растений), среди которых, в частности (по алфавиту): Agrimonia, Arctium, Carduus, Carlina, Cirsium, Sonchus, Echinops, Eryngium, Inula, Phlomis, Onopordon, Xanthium.:62:т.IV:1037-1038 При этом популярность и, соответственно, распределение народных имён неравномерно как в разных местностях, так и по частоте употребления. К примеру, из перечисленных выше девяти русских обиходных фитонимов к родам Carduus и Cirsium применяются все девять, а к роду Arctium — шесть.:92-94 Под большинством из этих названий и можно встретить упоминания о синеголовнике, типичном волчце для обиходного русского языка (к примеру, синий будяк или чертополох вполне может оказаться синеголовником плосколистным).
Кроме того, известны и более причудливые региональными названиями, не всегда имеющие чёткое этимологическое объяснение. Так, в Забайкалье синеголовник плосколистный называют клоповником, а на юге России и в Малороссии распространено название любка, несмотря даже на то, что одновременно под таким научным и обиходным именем гораздо чаще упоминается другое растение из семейства орхидных (Любка или Platanthera), совсем не похожее на синеголовник.
В свою очередь, и сам «синеголовник» стал общим обиходным или народным диалектным названием для большого набора других растений, имеющие большею частью синие или фиолетовые цветки, скученные в головку, таких как Мордовник, Кровохлёбка, Василёк, Горечавка, Осот., а также пахучка.

## Ботаническое описание
Многолетнее растение с прямым стержневым корнем.
Стебли высотой до 1 метра, в верхней части ветвистые. Все части растения, особенно верхняя, имеют голубой или фиолетовый оттенок.
Листья жёсткие, кожистые, по краям с колючими зубцами. Прикорневые листья овальные или яйцевидные, длиной до 15 см, на длинных черешках. В средней части стебля — неяснолопастные, на коротких черешках. В верхней части стебля листья сидячие, пальчатораздельные с 3—5 долями.
Цветки с голубыми или синими лепестками собраны в плотные яйцевидные головки длиной до 2 см. Листочки обвёртки, прицветник и чашелист и ланцетовидные, с остистыми зубцами. Листочки обвёртки по длине равны цветочным головкам или даже длиннее. Цветёт синеголовник плосколистный в июне—июле.
Плоды яйцевидные, чешуйчатые длиной до 3 мм.

## Применение
Синеголовник плосколистный применяется как лекарственное растение в народной медицине.

## Классификация

### Таксономия[9]
Eryngium planum L., 1753, Sp. Pl.: 233
Вид Синеголовник плосколистный относится к роду Синеголовник (Eryngium) семейства Зонтичные (Apiaceae) порядка Зонтикоцветные  (Apiales). Кладограмма в соответствии с Системой APG IV:
|  |                                      |  |                                   |                                   |                     |  | ещё 6 семейств | ещё 6 семейств |                            |  |  |  | еще 253 подтвержденных вида и 44 в статусе "непроверенных" |
|  |                                      |  |                                   |                                   |                     |  | ещё 6 семейств | ещё 6 семейств |                            |  |  |  | еще 253 подтвержденных вида и 44 в статусе "непроверенных" |
|  |                                      |  |                                   | порядок Зонтикоцветные            |                     |  |                |                | род Синеголовник           |  |  |  |                                                            |
|  |                                      |  |                                   | порядок Зонтикоцветные            |                     |  |                |                | род Синеголовник           |  |  |  |                                                            |
|  | отдел Цветковые, или Покрытосеменные |  |                                   |                                   | семейство Зонтичные |  |                |                | Синеголовник плосколистный |  |  |  |                                                            |
|  | отдел Цветковые, или Покрытосеменные |  |                                   |                                   | семейство Зонтичные |  |                |                |                            |  |  |  |                                                            |
|  |                                      |  | ещё 63 порядка цветковых растений | ещё 63 порядка цветковых растений |                     |  |                | ещё 447 родов  | ещё 447 родов              |  |  |  |                                                            |
|  |                                      |  |                                   | ещё 63 порядка цветковых растений |                     |  |                |                | ещё 447 родов              |  |  |  |                                                            |

## Синонимы
- Eryngium armatum  Csató ex Simonk.
- Eryngium brunardii  Guétrot
- Eryngium caeruleum  Gilib.
- Eryngium intermedium  Weinm.
- Eryngium latifolium  Gilib.
- Eryngium planifolium  Pall.
- Eryngium planum var. armatum  Simonk.
- Eryngium pumilum  Gilib.
- Eryngium pusillum  Gilib.